# Planetella cucullata
Planetella cucullata är en tvåvingeart som först beskrevs av Johann Wilhelm Meigen 1818.  Planetella cucullata ingår i släktet Planetella och familjen gallmyggor.
Artens utbredningsområde är Tyskland. Inga underarter finns listade i Catalogue of Life.